# WORKS -COMPOSER'S BEST-
『WORKS -COMPOSER'S BEST-』（ワークス・コンポーサーズ・ベスト）は、日本のロックバンドであるLINDBERGの5枚目のベスト・アルバム。
2000年3月23日発売。発売元はテイチクのインペリアルレコードレーベル。

## 解説
渡瀬マキの産休による活動休止中にリリースされたベスト盤で、平川達也、川添智久、小柳昌法とLINDBERGの作曲家ごとにDISCが分かれており、各DISCのラストにはそれぞれライブ音源収録および30枚目のシングル「風」のカップリング曲「girl」が初収録された。
「今すぐKiss Me」から「BELIEVE IN LOVE」までの楽曲は、本作も1992年にリリースしたベスト『FLIGHT RECORDER 1989-1992 -little wing-』のバージョンで収録されている。
次作よりポリドールに移籍するため、テイチク在籍時の最後のリリース作品である。

## 収録曲

### TATSUYA WORKS 001
全作曲: 平川達也
1. 10セントの小宇宙（ゆめ）
  - 作詞: 西脇淳子　

2ndアルバム『LINDBERG II』収録曲。ベスト『FLIGHT RECORDER 1989-1992 -little wing-』のバージョン。
2. 今すぐKiss Me
  - 作詞: 朝野深雪

2ndシングル。ベスト『FLIGHT RECORDER 1989-1992 -little wing-』のバージョン。
3. Dream On 抱きしめて
  - 作詞: 朝野深雪

4thシングル。ベスト『FLIGHT RECORDER 1989-1992 -little wing-』のバージョン。
4. Magical Dreamer
  - 作詞:渡瀬マキ

12thシングル。5thアルバム『LINDBERG V』のバージョン。
5. 胸さわぎのAfter School
  - 作詞: 渡瀬マキ　

13thシングル。
6. 君に吹く風
  - 作詞: 渡瀬マキ

15thシングル。
7. 花火
  - 作詞: 渡瀬マキ

8thアルバム『LINDBERG VIII』収録曲。
8. アジサイ
  - 作詞: 渡瀬マキ

25thシングルC/W。
9. 風
  - 作詞: 渡瀬マキ

30thシングル。
10. girl
  - 作詞: 渡瀬マキ

30thシングルC/W。
11. 太陽のかけら
  - 作詞: 渡瀬マキ

11thアルバム『LINDBERG XI』収録曲。
12. MINE(LIVE)
  - 作詞: 渡瀬マキ

1stアルバム『LINDBERG I』収録曲。ライブバージョンで収録。ベスト『BEST -FLIGHT RECORDER III-』収録のものと同一。

### TOMOHISA WORKS 002
全作曲: 川添智久
1. LITTLE WING-Spirit of LINDBERG-
  - 作詞: 渡瀬マキ　

3rdアルバム『LINDBERG III』収録曲。ベスト『FLIGHT RECORDER 1989-1992 -little wing-』のバージョン。
2. BELIEVE IN LOVE
  - 作詞: 渡瀬マキ　

8thシングル。ベスト『FLIGHT RECORDER 1989-1992 -little wing-』のバージョン。
3. 風のない春の午後
  - 作詞: 渡瀬マキ

5thアルバム『LINDBERG V』収録曲。
4. 恋をしようよ Yeah! Yeah!
  - 作詞: 渡瀬マキ

10thシングル。
5. 会いたくて -Lover Soul-
  - 作詞: 渡瀬マキ

14thシングル。
6. だってそうじゃない!?
  - 作詞: 渡瀬マキ

16thシングル。
7. Ring My Bell
  - 作詞: 渡瀬マキ

8thアルバム『LINDBERG VIII』収録曲。
8. もっと愛しあいましょ
  - 作詞: 渡瀬マキ

23rdシングル。
9. 君のいちばんに…
  - 作詞: 渡瀬マキ

24thシングル。
10. every little thing every precious thing
  - 作詞: 渡瀬マキ

25thシングル。
11. 願いがかなうように
  - 作詞: 渡瀬マキ

31stシングル。
12. LOOKING FOR A RAINBOW(LIVE)
  - 作詞: 渡瀬マキ

4thアルバム『LINDBERG IV』収録曲。ライブバージョンで収録。

### CHERRY WORKS 003
全作曲: 小柳昌法
1. HAPPY BIRTHDAY
  - 作詞: 渡瀬マキ　

8thシングルC/Wの再録。ベスト『FLIGHT RECORDER 1989-1992 -little wing-』のバージョン。
2. Over The Top
  - 作詞: 渡瀬マキ

5thアルバム『LINDBERG V』収録曲。
3. July Blue Rain
  - 作詞: 渡瀬マキ

6thアルバム『LINDBERG VI』収録曲。
4. TIME
  - 作詞: 渡瀬マキ

6thアルバム『LINDBERG VI』収録曲。
5. 想い出のWater Moon
  - 作詞: 渡瀬マキ

15thシングル。
6. GAMBAらなくちゃね
  - 作詞: 渡瀬マキ

19thシングル。
7. 最後の冬
  - 作詞: 渡瀬マキ　

7thアルバム『LINDBERG VII』収録曲。
8. きっと銀の針のような雨が
  - 作詞: 渡瀬マキ

8thアルバム『LINDBERG VIII』収録曲。
9. かなしそうな顔
  - 作詞: 渡瀬マキ

26thシングルC/W。
10. 星に願いを
  - 作詞: 渡瀬マキ

11thアルバム『LINDBERG XI』収録曲。
11. 花
  - 作詞: 渡瀬マキ

12thアルバム『LINDBERG XII』収録曲。
12. 夕焼け(LIVE)
  - 作詞: 渡瀬マキ

11thアルバム『LINDBERG XI』収録曲。ライブバージョンで収録。